# المرأة الأخرى
«المرأة الأخرى» هي الحلقة الثامنة والسبعون من المسلسل الدرامي التلفزيوني «لوست»، وهي الحلقة السادسة في الموسم الرابع من المسلسل. أُذيعت الحلقة يوم 6 مارس عام 2008 على شبكة هيئة الإذاعة الأمريكية (ABC) في الولايات المتحدة الأمريكية، وعلى شبكة تليفزيون CTV في كندا. كتب هذه الحلقة المنتج المنفذ المساعد درو جودارد والمحررة التنفيذية للقصة كريستينا كيم، وأخرجها إيريك لانوفيل.
تبدأ القصة في يوم 24 ديسمبر عام 2004، أي بعد مرور 94 يوماً على تحطم طائرة خطوط أوشانيك الجوية الرحلة رقم 815، حيث أن دانييل فاراداي (الذي قام بدوره جيريمي دافيس) وتشارلوت لويس (التي قامت بدورها ريبيكا مادر)، الواصلون متأخراً إلى الجزيرة، تركا معسكر الناجين بدون إخطار لمحطة توليد الكهرباء، التي تسمى «العاصفة»، التابعة لمبادرة دارما. في الإرتجاعات الفنية التي تصف الأحداث على الجزيرة، تكتشف جوليت برك (التي قامت بدورها اليزابيث ميتشل)، أن رئيسها بين لاينس (الذي قام بدوره مايكل إيمرسون)، زعيم السكان الأصليين للجزيرة الذين يُشار إليهم ب«الآخرون»، مغرم بها.
قدم الكتاب عدة قصص في «المرأة الأخرى»، فبالإضافة إلى خلفية جوليت وعلاقاتها، تلقي الحلقة الضوء أكثر على الشخصيات الجديدة بالموسم، وتبرز الظهور الأول لهاربر ستانهوب (الذي قام بدوره أندريا روث). ينمي تقديم «العاصفة» ميثولوجيا المسلسل، وخصوصاً «التصفية»، ففي الموسم الثالث من المسلسل ذُكرت التصفية في حلقة «ادخل 77»، وشوهدت في حلقة «الرجل وراء الستار».
شاهد حلقة «المرأة الأخرى» 15 مليون أمريكي، ونالت ردود أفعال متباينة: فاعتبرها نقاد جريدة لوس أنجلوس تايمز ومجلة انترتينمينت ويكلي وموقع بادي تي في أسوأ حلقة في الموسم، جزئياً بسبب قصة الارتجاع الفني التي على ما يبدو تم إعادة استخدامها من حلقة الموسم الثالث «واحد منا». أحد الانتقادات الأخرى أنه من الغريب أن المشاهدين عرفوا عن بين أكثر من جوليت، بالرغم من التركيز على جوليت. تلقّى ايمرسون ثناءً على تمثيله أكثر من ميتشل التي تقوم بدور جوليت، وبالرغم من ذلك حازت ميتشل على جائزة زحل عن أدائها. امتدحت التقييمات الإيجابية أحداث ذروة الحلقة.

## القصة
تبدأ الحلقة بالعودة بالأحداث إلى الوراء (الارتجاع الفني) حيث حياة جوليت على الجزيرة بعد أن جنّدها «الآخرون» في سبتمبر 2001، وهي على علاقة بأحدهم ويسمى جودوين (الذي قام بدوره بريت كالين) المتزوج من المعالجة هاربر ستانهوب. تكتشف هاربر هذه العلاقة وتحذر جوليت أن القائد بين سيعاقب جودوين بسبب انجذابه لها. يقوم بين بإرسال جودوين ليتسلل إلى مجموعة المسافرين الناجين بعد تحطم الطائرة الرحلة رقم 815، فتقتله أنا لوسيا كورتيز بعد أن تكتشف أنه ليس من الناجين. يقوم بين بدعوة جوليت لما يصفه في بداية الأمر بحفلة عشاء، لكنه في حقيقة الأمر موعد خاص، ثم يقودها إلى جثة جودوين المطعونة، حيث تتهمه بأنه كانت لديه رغبة في موت جودوين، فيكشف بين حبه لها.
يتسلل دانيال وتشارلوت لإيجاد «العاصفة» في ليلة 24 ديسمبر 2004 (أي بعد ثلاثة أشهر من تحطم طائرة الرحلة رقم 815)، وهما عضوان في فريق علمي من سفينة كاهانا التي ترسو بعيداً عن الشاطئ، وقد وصلا إلى الجزيرة قبل ذلك بثلاثة أيام بأجندة سرية. تلاحظ جوليت وجاك شيبارد (زعيم الناجين من الحادث، والذي قام بدوره ماثيو فوكس) غياب دانيال وتشارلوت من معسكر الشاطئ فيقوما بتعقبهما. تقترب هاربر من جوليت بعد سماع الهمسات، وتخبرها أن دانيال وتشارلوت ينويان قتل كل من على الجزيرة عن طريق نشر غاز قاتل عند «العاصفة»، وأن أوامر بين لجوليت هي أن تقتلهما. تقابل كيت دانيال وتشارلوت في طريق العودة إلى الشاطئ في الصباح، فتقوم تشارلوت بخبطها فتفقد الوعي. يقابل جاك وجوليت كيت بالصدفة فيتفرقا، حيث تواصل جوليت الطريق إلى «العاصفة» بمفردها، بينما يهتم جاك بكيت. تجد جوليت دانيال داخل المحطة جالساً على الكمبيوتر، مرتدياً بدلة واقية، وبعد مواجهة يقوم دانيال وتشارلوت بإقناع جوليت أنهم لن يقتلوا أي شخص، وانهم سيبطلوا مفعول الغاز إذا قرر بين استخدامه مرة أخرى كما فعل قبل اثني عشر عاماً في حملة تصفية دارما التي قادها «الآخرون». يصل جاك إلى «العاصفة» وتشرح له جوليت أن الموجودين على سفينة الشحن جاءوا ليشنوا حرباً على بين، وتتوقع أن يتغلب بين عليهم. تخاف جوليت على جاك حيث أن بين يعتقد أنها تنتمي له، لكن جاك لا يبدي قلقاً ويقوم بتقبيلها.
في الثكنات، يتفاوض بين مع جون لوك (أحد الناجين من تحطم الطائرة الرحلة رقم 815، والذي قام بدوره تيري كوين) من أجل الحصول على حريته. يكشف بين للوك أن تشارلز ويدمور (الذي قام بدوره ألان ديل) -والد بيني (التي قامت بدورها سونيا والجر) صديقة ديزموند هيوم (الذي قام بدوره هنري ايان كيوسيك)- هو مالك السفينة، ويريد استغلال الجزيرة، كما يخبره بين عن شخصية الجاسوس التابع له على السفينة. يظل بين مقيماً في الثكنات بعد إطلاق سراحه.

## الإنتاج

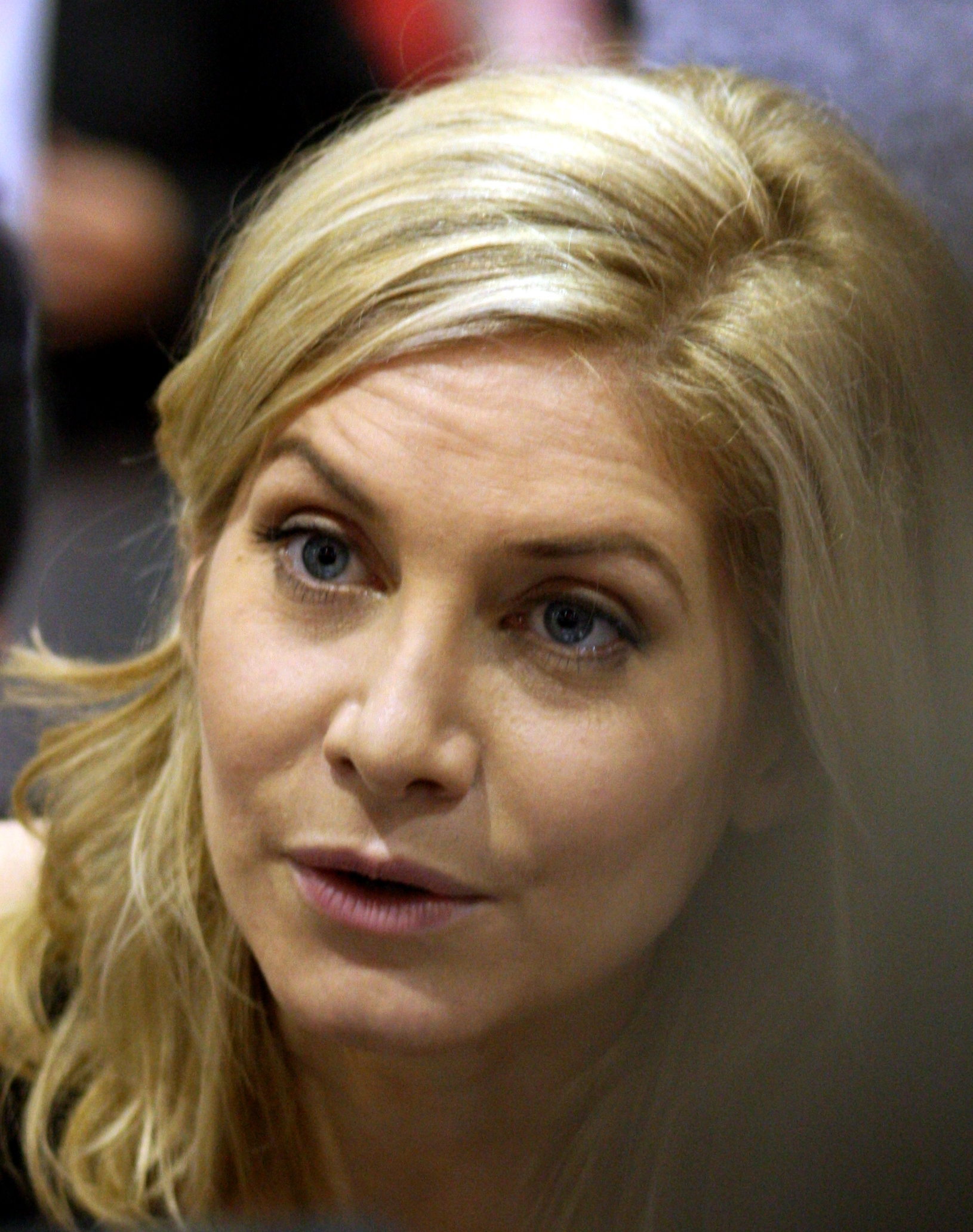
قالت ميتشل في برنامج تليفزيوني قبل إذاعة الحلقة "تذكروا أن هناك بطء إلى حد ما، لكن هناك أشياء جيدة مع بين ستخرجكم من هذا"

عندما سُئلت اليزابيث ميتشل عما أدركته عن شخصيتها في «المرأة الأخرى» فقالت: أن أخطاء جوليت موضع شك من الناحية الأخلاقية، إن لم تكن بلا أخلاق، ولكننا نرى وراء ذلك إنسانة تصارع لتعيش وتجد حياة ذات معنى بالنسبة لها. لم تعتقد ميتشل أن جوليت تفاجأت كثيراً بمشاعر بين الرومانسية تجاهها، ولكن الموقف كان مرعباً حيث اكتشفت أن جودوين قد مات. اعتقد مايكل إيمرسون أن بين كان طفولياً عندما صرخ في وجه جوليت قائلاً: «أنتِ ملكي»، وشبهته ميتشل بطفل في الثانية عشر من عمره ينفجر غضباً على حبه الأول. أضافت ميتشل أن تصوير هذه الحلقة كان بمثابة استنزافاً عاطفياً، حيث كانت تخشى مهارات إيمرسون وماثيو فوكس في التمثيل.
قال آدم هورويتز المنتج المنفذ المساعد والكاتب أنه «من المشوق دائماً أن نسحب غطاء آخر عن أحد شخصياتنا، وهو شيء عظيم أن نرى فصلاً آخر من حياة جوليت على الجزيرة يوصلنا إلى حيث هي الآن»، بينما إدوارد كيتسس، مساعد منتج منفذ وكاتب آخر، اعتبر أن «الشيء المشوق في الحلقة هو الطريقة التي ينظر بها بين إلى جوليت...كل شيء يظهر في هذه النظرة». استمتع هورويتز أيضاً بالمحاذاة بين تطور شخصية جوليت ونزول الإلهام على «شعب السفينة». يُعد المشهد الأخير في الحلقة حيث يكتشف هوغو "هيرلي" ريز (الذي يقوم بدوره جورج غارسيا) وجيمس "سوير" فورد (الذي قام بدوره جوش هولواي) أن بين أبرم اتفاقاً لإطلاق سراحه وأنه سيحضر العشاء معهم في تلك الليلة، هو المشهد المفضل لكيتسس في هذه الحلقة. قالت الممثلة ريبيكا مادر، التي تلعب دور تشارلوت، أنها كانت «متحمسة جداً» لإذاعة الحلقة لأنها اعتبرتها «أفضل حتى» من الحلقة السابقة، التي تعتبر إلى حد كبير واحدة من أفضل حلقات المسلسل. تقوم تشارلوت بخبط كيت بماسورة المسدس فتفقدها الوعي، ثم تسأل دانييل، الصامت في «المرأة الأخرى»، «ماذا؟».اعتبرت مادر ذلك مرحاً ووصفته بأنه «ذروة حيات[ها] المهنية».

## روابط خارجية
- المرأة الأخرى على موقع IMDb (الإنجليزية)
- المرأة الأخرى على موقع ميتاكريتيك (الإنجليزية)